# Ketose

Fructose, một ví dụ về ketose. Nhóm keton là liên kết đôi oxy.

Ketose là một monosaccharide có chứa một nhóm keton trên mỗi phân tử. Ketose đơn giản nhất là dihydroxyaceton, chỉ có ba nguyên tử carbon và nó là chất duy nhất không có hoạt tính quang học. Tất cả các keton monosaccharide đều là đường khử, vì chúng có thể biến đổi thành aldose thông qua chất trung gian là enediol, và nhóm aldehyde tạo thành có thể bị oxy hóa, ví dụ trong thử nghiệm Tollens hoặc thử nghiệm của Benedict. Keton được liên kết thành glycoside, ví dụ trong trường hợp gốc fructose của saccarose, là đường không có tính acid.

## Vài ví dụ về ketose

Sơ đồ hình cây của D-ketose đến hexose: dihydroxyaceton (1); D-erythrulose (2); D-ribulose (3a); D-xylulose (3b); D-psicose (4a); D-fructose (4b); D-sorbose (4c); D-tagatose (4d)

Tất cả các ketose được liệt kê ở đây là 2-ketose, nói cách khác, nhóm carbonyl nằm trên nguyên tử carbon thứ hai từ cuối:
- Triose: dihydroxyaceton
- Tetrose: erythrulose
- Pentose: ribulose, xylulose
- Hexose: fructose, psicose, sorbose, tagatose
- Heptose: sedoheptulose
- Octose: D-manno-octulose (cơ sở cho KDO)
- Nonose: D-glycero-D-galacto-nonulose (cơ sở cho acid neuraminic)

## Hóa học
Ketose và aldose có thể được phân biệt về mặt hóa học thông qua thử nghiệm của Seliwanoff, nơi mẫu được đun nóng với acid và resorcinol. Thử nghiệm dựa trên phản ứng khử nước xảy ra nhanh hơn trong ketose, vì vậy trong khi aldose phản ứng chậm, tạo ra màu hồng nhạt thì ketose phản ứng nhanh và mạnh hơn, tạo ra màu đỏ sẫm. Ketose có thể đồng phân hóa thành aldose thông qua phép biến đổi Lobry-de Bruyn-van Ekenstein.